# Michael Wincott
Michael Anthony Claudio Wincott (Toronto, 1958. január 21. –) kanadai színész, szinkronszínész.
A filmvásznon gyakran gonosztevőket és antihősöket alakító színész olyan filmekben szerepelt, mint a Robin Hood, a tolvajok fejedelme (1991), az 1492 – A Paradicsom meghódítása (1992), A holló (1994), az Alien 4. – Feltámad a Halál (1997) és a Monte Cristo grófja (2002).
Fontosabb televíziós szereplései voltak a 24: Élj egy új napért (2014) és a Westworld (2016) című műsorokban.

## Fiatalkora
A kanadai Ontario tartományban, Torontóban született és a közeli Scarborough nevű külvárosban nevelkedett, angol származású apa és olasz származású anya gyermekeként. Két fiútestvére van, bátyja, Jeff Wincott szintén színész. Michael tizenévesen helyi dzsesszzenekarokban dobolt. 

## Pályafutása
A mozivásznon huszonegy éves korában debütált a Musztáng Hank című 1979-es kanadai filmben, Linda Blair oldalán. Az 1980-as évek elején kanadai filmekben és sorozatokban foglalkoztatták mellékszereplőként, köztük a Kanadában népszerű Night Heat című bűnügyi drámasorozatban, melyben bátyja is feltűnt. Az Amerikai Egyesült Államokba költözése után a New York-i Juilliard School of Drama hallgatója lett, ahol 1986-ban diplomázott. 1988-ban szerepet kapott Oliver Stone Hívd a rádiót! című filmjében, melynek korábban a színpadi változatában is szerepelt. Az évtized végén vendégszerepelt a Crime Story és a Miami Vice című bűnügyi sorozatokban. Wincott két további alkalommal dolgozott együtt Oliver Stone-nal: a Született július 4-én című 1989-es háborús filmdrámában sebesült vietnami veteránt, a The Doors című 1991-es életrajzi filmben pedig egy producert alakított.
Emlékezetes szerepe volt Guy of Gisborne a Robin Hood, a tolvajok fejedelme című 1991-es filmben, melynek Kevin Costner volt a főszereplője. Wincott ezután további negatív szereplőket alakított az 1492 – A Paradicsom meghódítása (1992), a A három testőr (1993) és A holló (1994) című filmekben. Az 1990-es évek során még többek között szerepelt a Strange Days – A halál napja című 1995-ös filmben, A graffiti királyában (1996), az 1997-es Két túsz között című akcióvígjátékban ismét negatív szerepet kapott, ahogyan a szintén 1997-es Alien 4. – Feltámad a Halál című sci-fiben is. A Gunshy című 1998-as bűnügyi drámában főszereplőként volt látható. 

### 2000 után
A Mielőtt leszáll az éj című 2000-es életrajzi drámában Javier Bardem és Johnny Depp oldalán szerepelt.
A 2000-es évek eleje Wincott számára ismét negatív szerepeket hozott, A pók hálójában (2001), valamint a Monte Cristo grófja (2002) című filmekkel, továbbá a 2002-es A kincses bolygó című animációs filmmel, melyben a hangját kölcsönözte. Utóbbi szerep után szinkronszínészként is dolgozni kezdett, jellegzetes, mély hangja olyan videójátékokban hallható viszont, mint a Halo 2 (2004), a Narc (2005), a Syndicate (2012) és a Darksiders II (2012). A Seraphim Falls – A múlt szökevénye (2007) című westernfilmben Pierce Brosnan és Liam Neeson mellett szerepelt, a Szkafander és pillangó című szintén 2007-es drámában divatfotóst alakított. 
2012-ben a Hitchcock című életrajzi drámában a sorozatgyilkos Ed Gein szerepében tűnt fel. 2014-ben Adrian Cross hackert formálta meg a 24: Élj egy új napért című minisorozatban. A következő évben egy filmdráma, a Hatlövetű kegyelem szereplője volt, Kiefer és Donald Sutherland oldalán. 2016-ban a Westworld című sci-fi drámasorozat első évadjában két epizód erejéig alakított egy Old Bill nevű szereplőt. 2022-ben Jordan Peele Nem című rendezésében tűnt fel.

## Filmográfia

### Film
| Év   | Magyar cím                         | Eredeti cím                        | Szerep                     | Magyar hang           |
| ---- | ---------------------------------- | ---------------------------------- | -------------------------- | --------------------- |
| 1976 |                                    | Earthbound                         | Cole Buckley               |                       |
| 1978 | Musztáng Hank                      | Wild Horse Hank                    | Charlie Connors            |                       |
| 1979 |                                    | Title Shot                         | rabló                      |                       |
| 1980 | A fókalovag                        | Nothing Personal                   | Peter                      |                       |
| 1981 |                                    | Ticket to Heaven                   | Gerry                      |                       |
| 1981 |                                    | Circle of Two                      | Paul                       |                       |
| 1983 |                                    | Curtains                           | Matthew                    |                       |
| 1987 | A szicíliai                        | The Sicilian                       | Silvestro Canio tizedes    | Janovics Sándor       |
| 1988 | Hívd a rádiót!                     | Talk Radio                         | Kent / Michael / Joe       |                       |
| 1989 |                                    | Suffering Bastards                 | Chazz                      |                       |
| 1989 | A Broadway vérszopói               | Bloodhounds of Broadway            | Soupy Mike                 |                       |
| 1989 | Született július 4-én              | Born on the Fourth of July         | veterán                    |                       |
| 1991 | The Doors                          | The Doors                          | Paul A. Rothchild producer | Salinger Gábor        |
| 1991 | Robin Hood, a tolvajok fejedelme   | Robin Hood: Prince of Thieves      | Guy of Gisbourne           | Jakab Csaba           |
| 1991 | Robin Hood, a tolvajok fejedelme   | Robin Hood: Prince of Thieves      | Guy of Gisbourne           | Bede-Fazekas Szabolcs |
| 1992 | 1492 – A Paradicsom meghódítása    | 1492: Conquest of Paradise         | Adrián de Moxica           | Zágoni Zsolt          |
| 1992 | 1492 – A Paradicsom meghódítása    | 1492: Conquest of Paradise         | Adrián de Moxica           | Miller Zoltán         |
| 1993 | Rómeó vérzik                       | Romeo Is Bleeding                  | Sal                        | Reviczky Gábor        |
| 1993 | A három testőr                     | The Three Musketeers               | Rochefort                  | Varga Tamás           |
| 1994 | A holló                            | The Crow                           | Top Dollar                 | Szabó Sipos Barnabás  |
| 1995 | Halott ember                       | Dead Man                           | Conway Twill               |                       |
| 1995 | Strange Days – A halál napja       | Strange Days                       | Philo Gant                 | Bede-Fazekas Szabolcs |
| 1995 | A fekete párduc                    | Panther                            | Tynan                      |                       |
| 1996 | A graffiti királya                 | Basquiat                           | Rene Ricard                |                       |
| 1997 | Alien 4. – Feltámad a Halál        | Alien: Resurrection                | Frank Elgyn kapitány       | Dengyel Iván          |
| 1997 | Két túsz között                    | Metro                              | Michael Korda              | Szabó Sipos Barnabás  |
| 1998 |                                    | Gunshy                             | Frankie McGregor           |                       |
| 1998 | Titkos névsor                      | Hidden Agenda                      | Larry Gleason              |                       |
| 2000 | Mielőtt leszáll az éj              | Before Night Falls                 | Herberto Zorilla Ochoa     |                       |
| 2001 | A pók hálójában                    | Along Came a Spider                | Gary Soneji                | Csankó Zoltán         |
| 2002 | Monte Cristo grófja                | The Count of Monte Cristo          | Armand Dorléac             | Végh Péter            |
| 2002 | A kincses bolygó                   | Treasure Planet                    | Scroop (hangja)            | Vass Gábor            |
| 2004 | A Richard Nixon-merénylet          | The Assassination of Richard Nixon | Julius Bicke               | Juhász György         |
| 2007 | Seraphim Falls – A múlt szökevénye | Seraphim Falls                     | Hayes                      | Selmeczi Roland       |
| 2007 | Szkafander és pillangó             | The Diving Bell and the Butterfly  | fotós                      |                       |
| 2008 | Minden azzal kezdődött             | What Just Happened                 | Jeremy Brunell             | Jakab Csaba           |
| 2008 |                                    | A Lonely Place for Dying           | Anthony Greenglass         |                       |
| 2008 |                                    | Sketches from Great Gull           | narrátor (hangja)          |                       |
| 2010 |                                    | The Farewell                       | He                         |                       |
| 2012 | Hitchcock                          | Hitchcock                          | Ed Gein                    | Juhász György         |
| 2013 |                                    | The Girl from Nagasaki             | Goro                       |                       |
| 2014 |                                    | Grand Street                       | Reuben                     |                       |
| 2015 | Hatlövetű kegyelem                 | Forsaken                           | Dave Turner                | Jakab Csaba           |
| 2015 | Kupák lovagja                      | Knight of Cups                     | Herb                       | Tarján Péter          |
| 2017 | Páncélba zárt szellem              | Ghost in the Shell                 | Dr. Osmund                 |                       |
| 2022 | Nem                                | Nope                               | Antlers Holst              | Csernák János         |

### Televízió
| Év        | Magyar cím                    | Eredeti cím                                 | Szerep          | Megjegyzések                                |
| --------- | ----------------------------- | ------------------------------------------- | --------------- | ------------------------------------------- |
| 1979      |                               | An American Christmas Carol                 | kórusvezető     | tévéfilm                                    |
| 1979      |                               | The Family Man                              | Charlie         | tévéfilm                                    |
| 1979–1981 |                               | The Littlest Hobo                           | Charlie / Jeff  | 2 epizód                                    |
| 1981      |                               | Clown White                                 | Peter           | tévéfilm                                    |
| 1985      |                               | Night Heat                                  | Jack Tenelli    | 1 epizód                                    |
| 1987–1988 |                               | Crime Story                                 | Bobby Meeker    | 2 epizód                                    |
| 1988      | Miami Vice                    | Miami Vice                                  | Wilson Cook     | 1 epizód                                    |
| 1987–1989 |                               | The Equalizer                               | Jarrow / Jordan | 2 epizód                                    |
| 1990      |                               | The Tragedy of Flight 103: The Inside Story | Ulrich Weber    | dokumentumfilm                              |
| 1996      |                               | Strangers                                   | Arnaud          | 1 epizód                                    |
| 2001      | Vörös riasztás: Embervadászat | Red Phone: Manhunt                          | Van Eyck        | tévéfilm                                    |
| 2014      | 24: Élj egy új napért         | 24: Live Another Day                        | Adrian Cross    | 11 epizód                                   |
| 2016      | Westworld                     | Westworld                                   | Vén Bill        | - 2 epizód - magyar hangja: - Kajtár Róbert |

### Videójátékok
| Év   | Cím             | Szinkronszerep    |
| ---- | --------------- | ----------------- |
| 2002 | Treasure Planet | Scroop            |
| 2004 | Halo 2          | Igazság prófétája |
| 2005 | Narc            | Mr. Big           |
| 2012 | Infex           | Griffin           |
| 2012 | Syndicate       | Jules Merit       |
| 2012 | Darksiders II   | Halál             |